# Sint-Gillis-Binnenkerk
De kerk van Sint-Egidius Intra Muros, of in de volksmond de Sint-Gillis-Binnenkerk, is een kerk in de Belgische stad Dendermonde. De kerk dateert uit het einde van de 18e eeuw.

## Geschiedenis
In 1228 nam de parochie haar intrek in de gebouwen van het voormalige Sint-Gillishospitaal en vanaf dan werd de heilige Egidius (Sint-Gillis) ook de parochieheilige. De kapel van het hospitaal lag toen binnen de stadsmuren, vandaar de naam: de toevoeging Intra Muros is Latijn voor Binnen de muren. Dit onderscheidt de kerk van de Sint-Egidius Extra Muros, die buiten de stadsmuren van Dendermonde staat. De pastoor woonde toen in een omwalde pastorie, gelegen achter de kerk. Omdat de kapel al snel te klein was, werd in de tweede helft van de 13e eeuw begonnen met de bouw van een nieuwe kerk. De laatste werken daaraan dateren uit de 15e eeuw. De toren werd zelf nooit helemaal afgewerkt. De huidige toren is een overblijfsel van de vroegere parochiekerk en dateert uit de 15e eeuw.
In 1578 werd de kerk in brand gestoken tijdens godsdiensttwisten. Vanaf 1584 kon ze weer in gebruik genomen worden. Door de bevolkingsgroei werd de kerk opnieuw te klein in de 18e eeuw. Daarom werd de oude kerk afgebroken in 1779. Alleen de toren en het koor bleven bewaard. In 1780-1781 werd de kerk herbouwd en in december 1781 werd ze ingewijd. Omdat de voorgevel niet afgewerkt was, werd de arduinen ingangspoort van 1741 er weer in geplaatst. Ook het oudere meubilair werd teruggeplaatst.
In de 1866 volgden restauratiewerken aan de toren, het koor en de sacristie onder leiding van stadsarchitect Edouard Bouwens. In 1912-1913 werd het nieuwere gedeelte, de benedenkerk, gerestaureerd onder leiding van architect Valentin Vaerwyck. De voorgevel werd herbouwd in neobarok. De oude ingangspoort werd weer behouden. Er werden drie ramen met rondbogen aangebracht. Boven het linkerraam prijkt het wapenschild van de Gentse bisschop Antoon Stillemans en boven het rechterraam dat van paus Pius X.
In 1978 werd het beschermde orgel hersteld in van 1984 tot 1988 volgden opnieuw restauratiewerken aan zowel het interieur als exterieur van de kerk.
De toren van de kerk werd in 1955 als monument beschermd, wat in 1974 werd uitgebreid tot de hele kerk. Dat jaar werd ook de kerk met de pastorie, de tuin en de resten van de vroegere abdij als stadsgezicht beschermd.
De kerk heeft een helder, wit geschilderd interieur met kleurrijke glasramen.

## Galerij

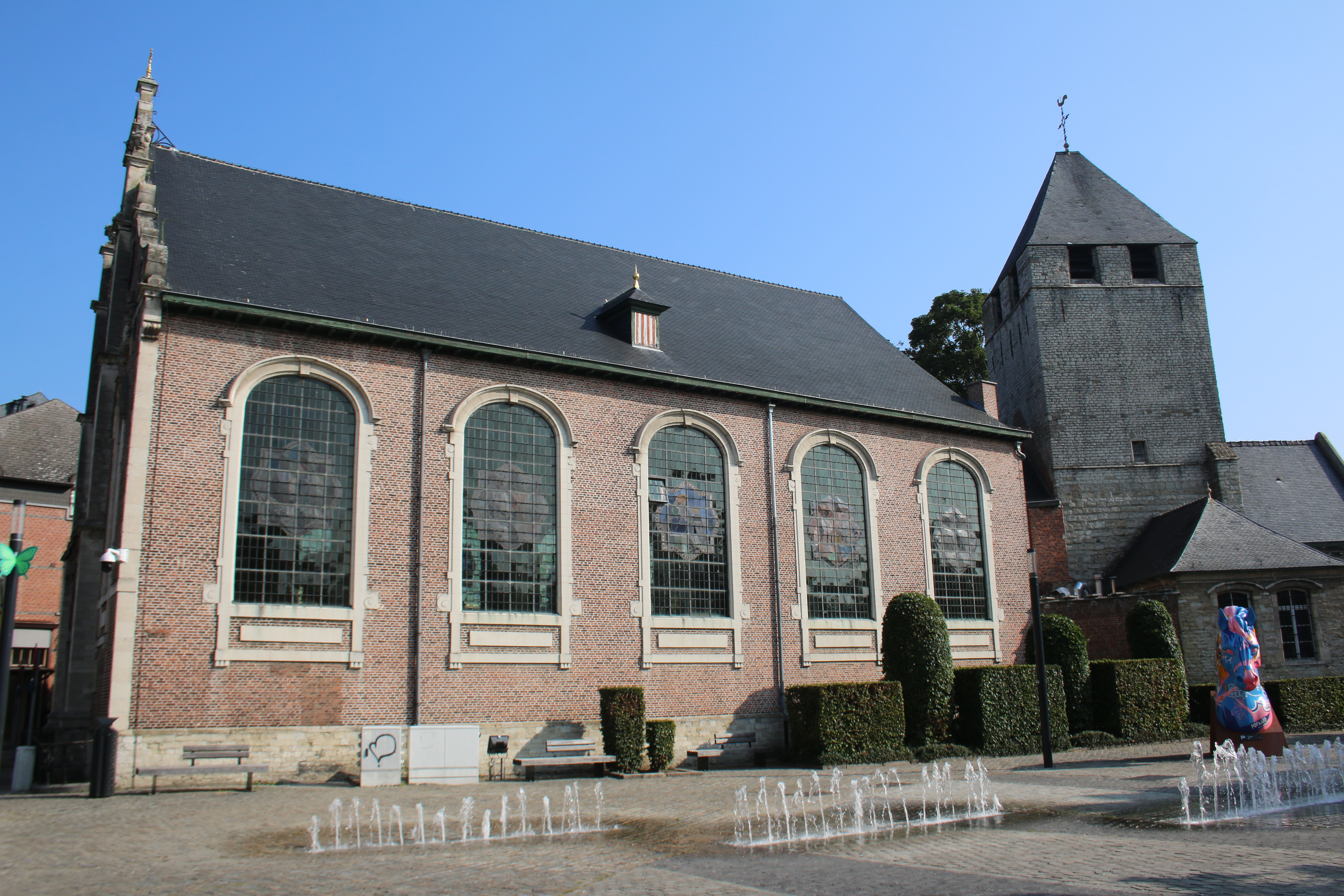
Toren uit de 15e eeuw
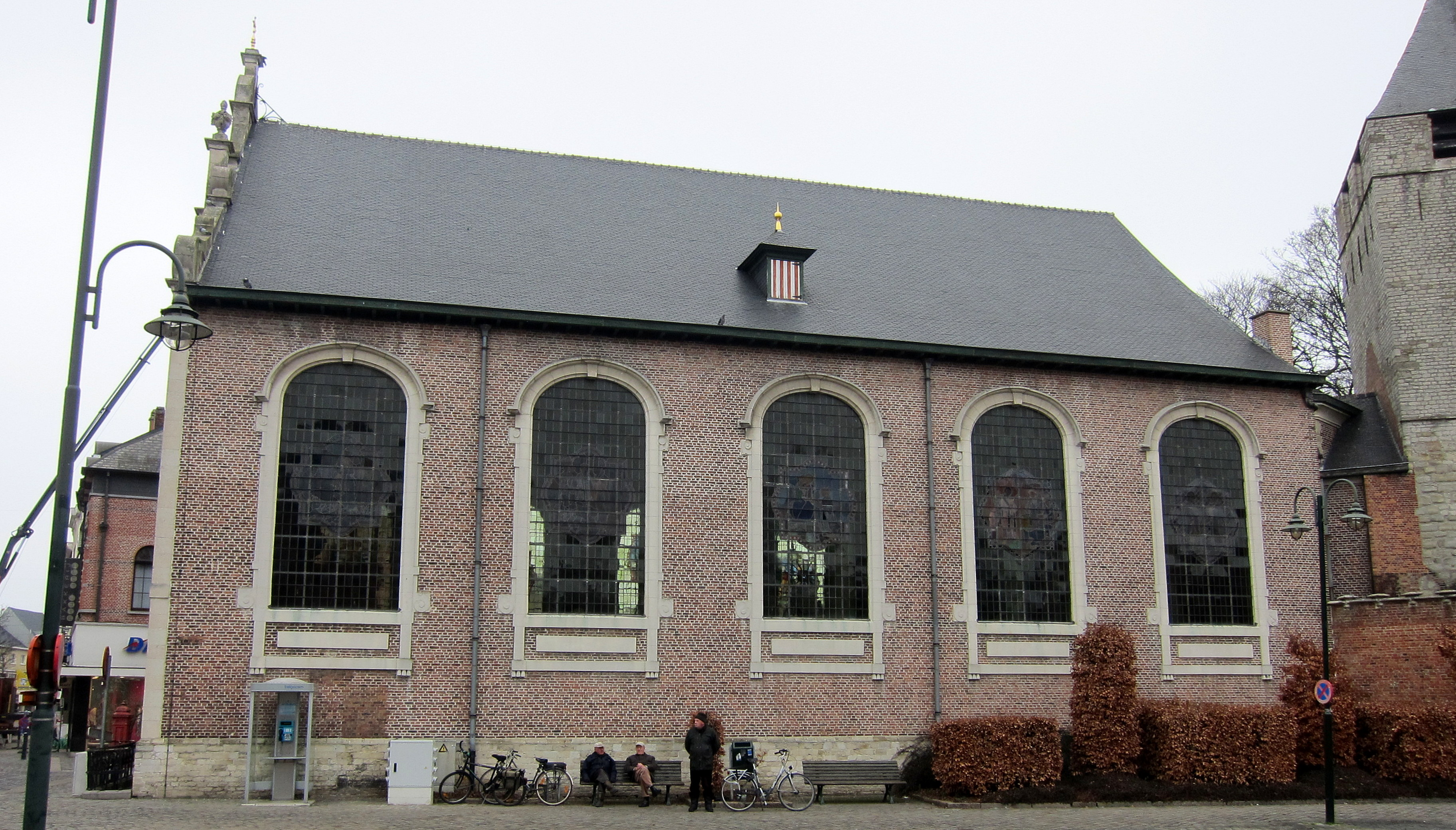
De benedenkerk
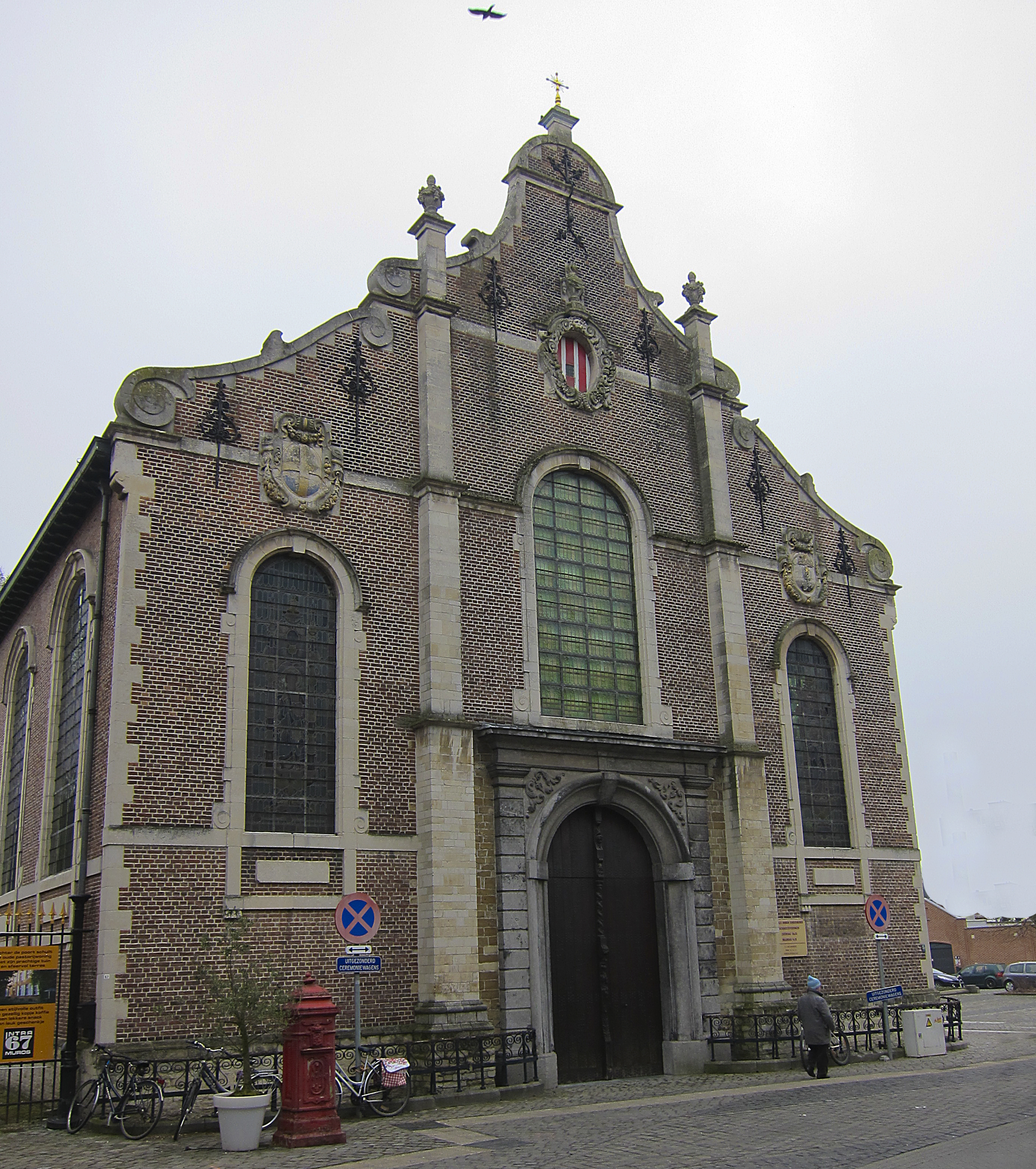
Neobarokke voorgevel
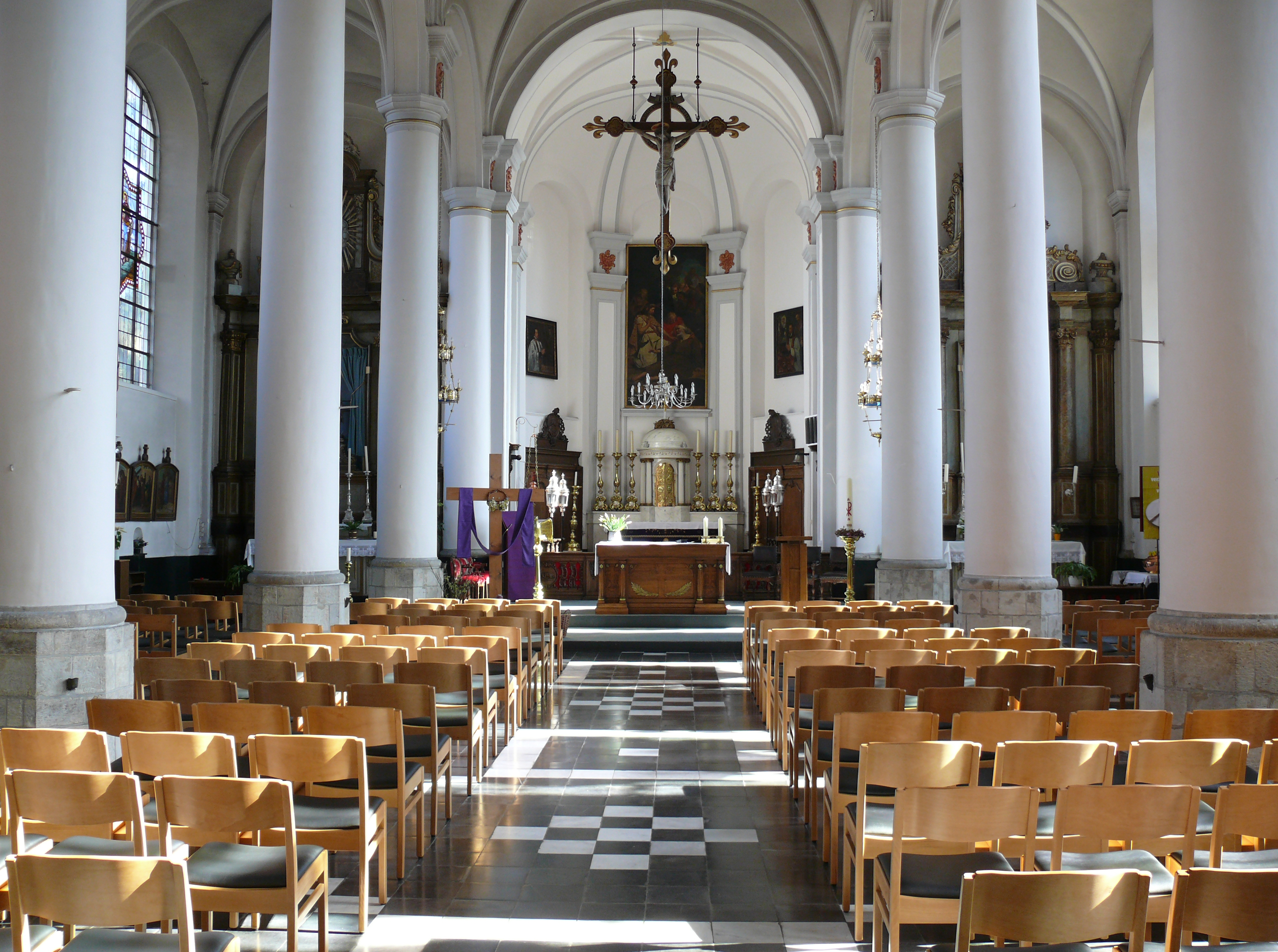
Interieur
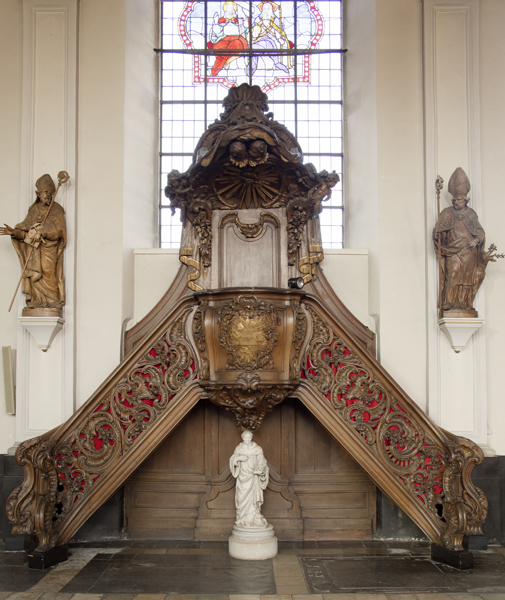
Preekstoel
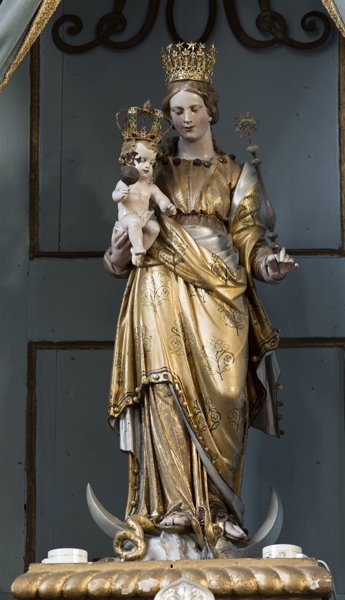
Madonna met kind